# Главы Сыктывкара
Список глав города и руководителей органов городской администрации Сыктывкара в XVIII—XXI веках (в 1780—1930 годах город назывался Усть-Сысольск).

## 1780—1863. Городничие Усть-Сысольска
Именным указом Екатерины II от 25 января (5 февраля) 1780 года погост Усть-Сысола был преобразован в уездный город Усть-Сысольск.
Закон 1775 года «Учреждения для управления губерний Всероссийской империи» разграничил ведение губернских и городских органов администрации.
Главным органом уездной администрации и полиции стал нижний земский суд, во главе которого был капитан-исправник. Нижний земской суд выполнял полицейско-карательные функции, следил за исправной уплатой населением податей, выполнением всевозможных повинностей, принимал противопожарные меры, ведал продовольственным делом и дорожным хозяйством, содействовал деятельности прочих учреждений уезда. Капитан-исправник и земский суд непосредственно подчинялись губернскому правлению.
Город выделялся в самостоятельную административную единицу. Во главе города стоял городничий, компетенция которого была аналогична компетенции капитан-исправника и ограничивалась лишь территорией города.
| Фамилия, Имя Отчество                   | Чин или звание                                       | Период руководства                      | Должность                                                               |
| --------------------------------------- | ---------------------------------------------------- | --------------------------------------- | ----------------------------------------------------------------------- |
| Огибалов (Агибалов) Спиридон Онисимович | капитан                                              | 1780 — сентябрь 1784                    | городничий                                                              |
| Левашев (Левашов) Григорий Петрович     | майор (после 1788 — секунд-майор)                    | сентябрь 1784 — 1791                    | городничий                                                              |
| сведений нет                            |                                                      | 1792—1796                               |                                                                         |
| Верещагин                               | подполковник и кавалер                               | 1797                                    | городничий                                                              |
| сведений нет                            |                                                      | 1798—1799                               |                                                                         |
| фон Дельден Александр Ефимович          | надворный советник                                   | 1800—1805 †                             | городничий                                                              |
| сведений нет                            |                                                      | 1806                                    | должность не занята (вакансия)                                          |
| Самарин Николай Борисович               | коллежский асессор (после 1809 — надворный советник) | 1807—1820                               | городничий                                                              |
| сведений нет                            |                                                      | 1820                                    | должность не занята (вакансия)                                          |
| Булгаков (Булахов) Михаил Владимирович  | подполковник (после 1822 — коллежский советник)      | 1821—1834                               | городничий                                                              |
| Нечаев                                  |                                                      | 1835—1836                               | уездный судья, и.о. городничего; должность не занята (вакансия)         |
| Шульц Иван Львович                      | штаб-ротмистр                                        | 1836—1840 †                             | городничий                                                              |
| Цепочкин Григорий                       | титулярный советник                                  | 1840                                    | уездный судья, и.о. городничего; должность не занята (вакансия)         |
| Лескевич Василий Григорьевич            | капитан (после 1847 — кавалер)                       | 1841 (с 11 марта)—1848                  | городничий                                                              |
| Попов Илья                              |                                                      | 1848—1850 (до 13 февраля)               | и.о. городничего                                                        |
| Протопопов Алексей Федорович            |                                                      | 1850                                    | уездный судья, и.о. городничего; должность не занята (вакансия)         |
| Кожевников Владимир Александрович       | губернский секретарь                                 | 1850 (с 17 июля)—1853                   | городничий                                                              |
| Попов Андрей                            |                                                      | 1853                                    | дворянский заседатель, и.о. городничего; должность не занята (вакансия) |
| Воронин                                 |                                                      | 1853                                    | уездный судья, и.о. городничего; должность не занята (вакансия)         |
| Астафьев М. И.                          | штабс-капитан                                        | 1853 (с 5 октября)—1854 (до 8 декабря)  | городничий                                                              |
| сведений нет                            |                                                      | 1854—1855                               |                                                                         |
| Нарбут                                  | коллежский асессор                                   | 1855 (с 23 февраля)—1856 (до 14 апреля) | городничий                                                              |
| Грабовский Валериан Вонифатьевич        | подпоручик                                           | 1856 (с 18 сентября)—1860               | городничий                                                              |
| Коломейченко Иван Захарович             | поручик и кавалер                                    | 1860—1863                               | городничий                                                              |

## 1811—1919. Городские головы и председатели городской думы Усть-Сысольска
Акт 1785 года «Грамота на права и выгоды городам Российской империи» регламентировал устройство городского общества и определял постоянно действующий орган управления — городскую думу. О первых шагах городской думы не сохранилось документов, так как они были уничтожены при пожаре присутственных мест Усть-Сысольска 1 февраля 1812. Дума занималась вопросами городского хозяйства и благоустройства, распоряжалась городскими финансами, устанавливая размеры сборов с городских жителей, принимала и исключала членов городского общества.
В соответствии с «Городовым положением», утверждённым Александром II 16 июня 1870 года, Усть-Сысольская городская дума начала работу 11 апреля 1874, управа — 24 апреля 1875. Закон не изменил компетенцию думы, а лишь определил её более чётко и подробно.
До июля 1917 года городской голова также являлся председателем городской думы.
В марте 1918 года решением Усть-Сысольского уездного Совета рабочих, солдатских и крестьянских депутатов городская дума и городская управа были полностью упразднены.
| Портрет | Фамилия, Имя Отчество            | Сословное положение                                                             | Период руководства                         | Должность |
| ------- | -------------------------------- | ------------------------------------------------------------------------------- | ------------------------------------------ | --- |
|         | Сидоров Фёдор                    |                                                                                 | 1795                                       | городской голова |
|         | сведений нет                     |                                                                                 | 1796—1804                                  | |
|         | Суханов Алексей Иванович         | купец второй гильдии                                                            | 1805—1807                                  | городской голова |
|         | Латкин Семён Афанасьевич         | купец третьей гильдии                                                           | 1808—1810                                  | городской голова |
|         | Суханов Степан Григорьевич       | купец второй гильдии                                                            | 1811—1813                                  | городской голова |
|         | Суханов Алексей Иванович         | купец второй гильдии                                                            | 1814—1816 (повторно)                       | городской голова |
|         | Забоев Афанасий Михайлович       |                                                                                 | 1817—1819                                  | городской голова |
|         | Колегов Павел Васильевич         | купец третьей гильдии                                                           | 1820—1822                                  | городской голова |
|         | Суханов Степан Григорьевич       | купец третьей гильдии, затем на 4 года — мещанин, и снова купец третьей гильдии | 1823—1828 (повторно)                       | городской голова |
|         | Забоев Афанасий Михайлович       |                                                                                 | 1829—1831 (повторно)                       | городской голова |
|         | Колегов Павел Васильевич         | купец третьей гильдии                                                           | 1832—1834 (повторно)                       | городской голова |
|         | Новосёлов Матвей Матвеевич       | купец второй гильдии                                                            | 1835—1837                                  | городской голова |
|         | Сорвачев Игнатий                 |                                                                                 | 1838                                       | гласный, замещающий должность городского головы |
|         | Забоев Алексей                   |                                                                                 | 1838                                       | гласный, замещающий должность городского головы |
|         | Латкин Николай Максимович        | купец второй гильдии                                                            | 1838                                       | гласный, замещающий должность городского головы (избранный и утверждённый на должность городского головы купец третьей гильдии Степан Иванович Лыткин из-зи болезни не смог приступить к работе) |
|         | Латкин Николай Максимович        | купец второй гильдии                                                            | 1839—1841 †                                | городской голова |
|         | Лыткин Осип Степанович           | купеческий сын, затем, купец третьей гильдии                                    | 1841—1843                                  | городской голова |
|         | Забоев Иван Селиверстович        |                                                                                 | 1844—1846                                  | городской голова |
|         | Лыткин Пётр Степанович           | купеческий брат, затем, купец третьей гильдии                                   | 1847—1849                                  | городской голова |
|         | Новосёлов Иван Матвеевич         |                                                                                 | 1850—1852 †                                | городской голова |
|         | Суханов Иван Александрович       | мещанин                                                                         | (в 1851 — кандидат) 1852 (с 29 марта)—1853 | городской голова |
|         | Суханов Павел Степанович         | мещанин                                                                         | 1853—1854                                  | городской голова |
|         | Попов Николай Александрович      | купец                                                                           | 1854—1856                                  | городской голова |
|         | Торокановский Николай Васильевич | купец третьей гильдии                                                           | 1858—1858                                  | городской голова |
|         | Забоев Алексей Степанович        | купеческий сын                                                                  | 1858—1859                                  | городской голова |
|         | Латкин Михаил Николаевич         | купец второй гильдии                                                            | 1859—1865                                  | городской голова |
|         | Забоев Алексей Степанович        | купец второй гильдии                                                            | 1865—1867 (повторно)                       | городской голова |
|         | Забоев Иван Назарович            | купец второй гильдии                                                            | 1868—1870                                  | городской голова |
|         | Попов Николай Александрович      | купец                                                                           | 1871—1880 (повторно)                       | городской голова |
|         | Суханов Ефим Александрович       | мещанин                                                                         | 1880—1885                                  | городской голова |
|         | Жеребцов Пётр Васильевич         | купец                                                                           | 1885—1889                                  | городской голова |
|         | Лыткин Пётр Васильевич           |                                                                                 | 1890—1891                                  | замещающий должность городского головы |
|         | Фролов Василий Иванович          | мещанин                                                                         | 1891—1894                                  | член управы, замещающий должность городского головы |
|         | Забоев Александр Михайлович      | купец                                                                           | 1894—1898                                  | городской голова |
|         | Комлин Иван Платонович           | купец второй гильдии                                                            | 1898—1903                                  | городской голова |
|         | Тентюков Егор Михайлович         | мещанин                                                                         | 1904—1905                                  | городской голова |
|         | Суханов Алексей Михайлович       |                                                                                 | 1906—1909                                  | городской голова |
|         | Тентюков Егор Михайлович         | мещанин                                                                         | 1910 (повторно)                            | замещающий должность городского головы |
|         | Жеребцов Михаил Степанович       | мещанин                                                                         | 1910—1914                                  | городской голова |
|         | Суханов Алексей Ефимович         | мещанин                                                                         | 1914 — февраль 1918                        | городской голова |
|         | Попов Василий Филиппович         |                                                                                 | июль 1917 — февраль 1918                   | председатель городской думы |
|         | Коданёв Елизар Васильевич        |                                                                                 | февраль — май 1918                         | городской голова |
|         | Трубачев Александр Васильевич    |                                                                                 | февраль — май 1918                         | председатель городской думы |
|         | Лыткин Иван Петрович             |                                                                                 | ноябрь 1919                                | городской голова |
|         | Забоев Пантелеймон Александрович |                                                                                 | ноябрь 1919                                | председатель городской думы |

## 1917—1991. Руководители советских органов власти города Усть-Сысольска (Сыктывкара)
После 1917 года и до окончательного установления советской власти город управлялся различными типами администраций, зачастую одновременно. Некоторое время руководство городом и уездом было объединено.
В мае 1918 года создан Усть-Сысольский городской Совет рабочих, солдатских и крестьянских депутатов. В апреле 1924 вновь создан как Усть-Сысольский городской Совет рабочих, крестьянских и красноармейских депутатов. До апреля 1924 года город подчинялся Кодзвильскому волостному исполнительному комитету. Только в начале 1928 года был организован самостоятельный аппарат президиума городского Совета (председатель, заместитель, секретарь).
26 марта 1930 названия городских органов администрации изменены в связи с переименованием Усть-Сысольска в Сыктывкар.
В декабре 1936 года, в связи с образованием Коми АССР, определено новое наименование — Сыктывкарский городской Совет депутатов трудящихся. С октября 1977 года — Сыктывкарский городской Совет народных депутатов.
До марта 1990 года председатель исполкома городского Совета народных депутатов являлся и председателем Сыктывкарского городского Совета народных депутатов.
В декабре 1991 года наименование должности «председатель исполкома городского Совета народных депутатов» было изменено на «глава администрации муниципального образования «Город Сыктывкар».
| Портрет                    | Фамилия, Имя Отчество                 | Период руководства                                                           | Должность |
| -------------------------- | ------------------------------------- | ---------------------------------------------------------------------------- | --- |
|                            | Малыгин С. П.                         | 19 декабря 1917 — январь 1918                                                | председатель Усть-Сысольского Совета рабочих, солдатских и крестьянских депутатов |
|                            | Мартюшев Алексей Макарович            | январь — май (или июнь) 1918                                                 | председатель Усть-Сысольского уездного Совета рабочих, солдатских и крестьянских депутатов и уездного исполкома (городского совета не было до мая 1918)                                  |
| ссылка                     | Осипов Василий Петрович               | май —июль 1918                                                               | председатель Усть-Сысольского городского Совета рабочих, солдатских и крестьянских депутатов                                                                                             |
| ссылка                     | Осипов Василий Петрович               | июль — ноябрь 1918                                                           | председатель Усть-Сысольского уездного исполкома Совета рабочих, крестьянских и красноармейских депутатов (председателя горсовета не было)                                               |
| ссылка                     | Забоев Павел Васильевич               | ноябрь — декабрь 1918                                                        | председатель Усть-Сысольского уездного исполкома Совета рабочих, крестьянских и красноармейских депутатов (председателя горсовета не было)                                               |
|                            | Колегов М. И.                         | декабрь 1918 — май 1919                                                      | председатель Усть-Сысольского уездного исполкома Совета рабочих, крестьянских и красноармейских депутатов (председателя горсовета не было)                                               |
|                            | Напалков Егор (Георгий) Александрович | май — июль 1919                                                              | председатель Усть-Сысольского уездного исполкома (председателя городского совета не было)                                                                                                |
| июль 1919 — май 1920       | Напалков Егор (Георгий) Александрович | председатель Усть-Сысольского уездного исполкома (городского совета не было) | |
|                            | сведений нет                          | май 1920 — август 1921                                                       | городского совета не было, руководили председатели Усть-Сысольского уездного исполкома                                                                                                   |
|                            | Коюшев                                | август — ноябрь 1921                                                         | председатель Усть-Сысольского районного революционного комитета (городского совета не было)                                                                                              |
|                            | сведений нет                          | декабрь 1921 — июнь 1922                                                     | городского совета не было, руководили председатели Усть-Сысольского уездного исполкома                                                                                                   |
|                            | Селиванов Дмитрий Иванович            | июль — декабрь 1922                                                          | председатель Коми областного исполкома (городского совета не было) |
| ссылка                     | Сорвачев Василий Иванович             | декабрь 1922 — март 1924                                                     | председатель Коми областного исполкома (городского совета не было до апреля 1924) |
| ссылка                     | Мишарин Ефим Михайлович               | март — июнь 1924                                                             | председатель Коми областного исполкома (председателя городского совета не было) |
| ссылка                     | Мишарин Ефим Михайлович               | июнь 1924 — январь 1928                                                      | председатель Коми областного исполкома и председатель Усть-Сысольского городского Совета рабочих, крестьянских и красноармейских депутатов                                               |
| ссылка                     | Мишарин Ефим Михайлович               | январь — май 1928                                                            | председатель Коми областного исполкома и председатель президиума Усть-Сысольского городского Совета рабочих, крестьянских и красноармейских депутатов                                    |
|                            | Юркин Василий Петрович                | май 1928 — март 1929                                                         | председатель Коми областного исполкома и председатель президиума Усть-Сысольского городского Совета рабочих, крестьянских и красноармейских депутатов                                    |
|                            | Юхнин Николай Степанович              | апрель — июль 1929                                                           | председатель президиума Усть-Сысольского городского Совета рабочих, крестьянских и красноармейских депутатов (председатель Усть-Сысольского горисполкома с 16 апреля по август 1929)     |
|                            | Коюшев Иван Григорьевич               | июль — август 1929                                                           | председатель Коми областного исполкома и председатель президиума Усть-Сысольского городского Совета рабочих, крестьянских и красноармейских депутатов                                    |
|                            | Данилов Василий Николаевич            | август — 21 октября 1929                                                     | председатель Усть-Сысольского исполкома городского Совета рабочих, крестьянских и красноармейских депутатов                                                                              |
| ссылка                     | Косарев Александр Николаевич          | 29 октября 1929 — 25 января 1931                                             | председатель Усть-Сысольского исполкома городского Совета рабочих, крестьянских и красноармейских депутатов (Сыктывкарского исполкома с 26 марта 1930)                                   |
|                            | Дуркин Ф. П.                          | 25 января — 14 ноября 1931                                                   | председатель исполкома Сыктывкарского городского Совета рабочих, крестьянских и красноармейских депутатов                                                                                |
|                            | Русь (Муравьёв) Федор Максимович      | 16 ноября 1931 — март 1932                                                   | председатель исполкома Сыктывкарского городского Совета рабочих, крестьянских и красноармейских депутатов                                                                                |
|                            | Малышев Кузьма Артемьевич             | 31 марта 1932 — май 1933                                                     | председатель исполкома Сыктывкарского городского Совета рабочих, крестьянских и красноармейских депутатов                                                                                |
|                            | Мезенцев Афанасий Петрович            | май (?) 1933 — май 1937 (?)                                                  | председатель исполкома Сыктывкарского городского Совета рабочих, крестьянских и красноармейских депутатов (председатель исполкома городского Совета депутатов трудящихся с декабря 1936) |
| ссылка                     | Томов Иван Алексеевич                 | 16 июня — июль 1937 (формально до 15 ноября 1937)                            | председатель исполкома Сыктывкарского городского Совета депутатов трудящихся (в июле 1937 выведен из состава пленума горсовета «как враг народа»)                                        |
|                            | сведений нет                          | 15 ноября 1937 — 20 февраля 1938                                             | |
| ссылка                     | Бутырев Илья Африканович              | 21 февраля — июль 1938                                                       | председатель исполкома Сыктывкарского городского Совета депутатов трудящихся |
|                            | Лаптев Федор Федорович                | 25 августа 1938 — 11 августа 1939                                            | председатель исполкома Сыктывкарского городского Совета депутатов трудящихся |
|                            | Пивнев Михаил Николаевич              | август — декабрь 1939                                                        | кандидат на должность председателя исполкома городского Совета депутатов трудящихся (утверждён Коми обкомом ВКП(б) в августе и избран на должность в декабре 1939)                       |
| декабрь 1939 — 6 июля 1940 | Пивнев Михаил Николаевич              | председатель исполкома Сыктывкарского городского Совета депутатов трудящихся | |
| ссылка                     | Ранинин Константин Федорович          | 13 июля 1940 — 23 февраля 1943                                               | председатель исполкома Сыктывкарского городского Совета депутатов трудящихся |
|                            | Новак Семен Яковлевич                 | 15 января 1943 — 23 мая 1944                                                 | председатель исполкома Сыктывкарского городского Совета депутатов трудящихся |
| ссылка                     | Ранинин Константин Федорович          | май 1944 — 1949 (повторно)                                                   | председатель исполкома Сыктывкарского городского Совета депутатов трудящихся |
| ссылка                     | Ваенский Андрей Сергеевич             | сентябрь 1949 — 25 августа 1952 †                                            | председатель исполкома Сыктывкарского городского Совета депутатов трудящихся |
| ссылка                     | Ракин Анатолий Федорович              | 29 сентября 1952 — август 1953                                               | председатель исполкома Сыктывкарского городского Совета депутатов трудящихся |
| ссылка                     | Чеусов Василий Ардальонович           | 28 сентября 1953 — 15 июня 1956                                              | председатель исполкома Сыктывкарского городского Совета депутатов трудящихся |
| ссылка                     | Бутырев Илья Африканович              | 15 июня 1956 — декабрь 1959 (повторно)                                       | председатель исполкома Сыктывкарского городского Совета депутатов трудящихся |
| ссылка                     | Елизаров Григорий Георгиевич          | 28 декабря 1959 — 24 октября 1963                                            | председатель исполкома Сыктывкарского городского Совета депутатов трудящихся |
| ссылка                     | Косолапов Дмитрий Егорович            | 24 октября 1963 — 8 июля 1966                                                | председатель исполкома Сыктывкарского городского Совета депутатов трудящихся |
| ссылка                     | Путинцев Виталий Васильевич           | 25 июля 1966 — 8 октября 1974                                                | председатель исполкома Сыктывкарского городского Совета депутатов трудящихся |
| ссылка                     | Ладанов Борис Иванович                | 8 (или 11) октября 1974 — 24 декабря 1984                                    | председатель исполкома Сыктывкарского городского Совета депутатов трудящихся (Совета народных депутатов с октября 1977)                                                                  |
| ссылка                     | Окатов Александр Михайлович           | 24 декабря 1984 — 23 июня 1988                                               | председатель исполкома Сыктывкарского городского Совета народных депутатов |
|                            | Липатников Владимир Иванович          | 23 июня 1988 — 14 марта 1990 (формально до 7 апреля 1990)                    | председатель исполкома Сыктывкарского городского Совета народных депутатов |
| ссылка                     | Каракчиев Анатолий Алексеевич         | 14 марта 1990 — декабрь 1991                                                 | председатель исполкома Сыктывкарского городского Совета народных депутатов |
| ссылка                     | Каракчиев Анатолий Алексеевич         | декабрь 1991 — 10 июля 1994                                                  | глава администрации МО «Город Сыктывкар» |
|                            | Сальников Анатолий Васильевич         | 14 марта 1990 — декабрь 1991                                                 | председатель Сыктывкарского городского Совета народных депутатов |
| декабрь 1991 — 1992        | Сальников Анатолий Васильевич         | председатель Совета МО «Город Сыктывкар»                                     | |

## 1918—1991. Руководители организаций коммунистической партии города Усть-Сысольска (Сыктывкара)
В мае 1937 — январе 1950 года должность секретаря Сыктывкарского горкома ВКП(б) совмещалась с должностью первого секретаря Коми обкома ВКП(б).
| Портрет                       | Фамилия, Имя Отчество            | Период руководства                                                                                      | Должность |
| ----------------------------- | -------------------------------- | --- | --- |
|                               | Андрианов Иван Павлович          | июнь — сентябрь 1918                                                                                    | секретарь организационного комитета, секретарь Усть-Сысольского городского комитета РКП(б)                        |
|                               | Чуистов Василий Иванович         | сентябрь — ноябрь 1918                                                                                  | секретарь Усть-Сысольского городского комитета РКП(б)                                                             |
|                               | Кочанов М. С.                    | декабрь 1918 — июнь 1919                                                                                | секретарь Усть-Сысольского уездного комитета РКП(б) (секретаря горкома не было)                                   |
|                               | Савин Виктор Алексеевич          | июнь 1919 — декабрь 1920                                                                                | секретарь Усть-Сысольского уездного комитета РКП(б) (секретаря горкома не было; 28 июля 1919 горком ликвидирован) |
|                               | Потапов Яков Федорович           | декабрь 1920 — январь 1921                                                                              | секретарь Усть-Сысольского уездного комитета РКП(б) (горкома не было)                                             |
| январь 1921 — август (?) 1921 | Потапов Яков Федорович           | секретарь Коми областного комитета РКП(б) и Усть-Сысольского уездного комитета РКП(б) (горкома не было) | |
|                               | Леканов И. И.                    | август — декабрь 1921                                                                                   | секретарь Усть-Сысольского райкома РКП(б) (горкома не было)                                                       |
|                               | Буткин И. А.                     | январь — июль 1922                                                                                      | секретарь Усть-Сысольского райкома РКП(б) (горкома не было)                                                       |
|                               | Лыткин                           | июль 1922 — июнь 1924                                                                                   | секретарь Усть-Сысольского райкома РКП(б) (горкома не было)                                                       |
|                               | Бризгал                          | июль 1924                                                                                               | ответственный секретарь Усть-Сысольского горкома РКП(б)                                                           |
|                               | сведений нет                     | август 1924 — декабрь 1925                                                                              | |
|                               | Вежев Иван Семенович             | январь — август 1926                                                                                    | секретарь Усть-Сысольского горкома ВКП(б)                                                                         |
|                               | Осипова Агния Дмитриевна         | август 1926 — январь 1927                                                                               | секретарь Усть-Сысольского горкома ВКП(б)                                                                         |
|                               | Леканов И. И.                    | февраль — июнь 1927 (повторно)                                                                          | секретарь Усть-Сысольского горкома ВКП(б)                                                                         |
|                               | Полещиков Павел Николаевич       | июль (?) — ноябрь 1927                                                                                  | секретарь Усть-Сысольского горкома ВКП(б)                                                                         |
|                               | Харапов Михаил Николаевич        | ноябрь 1927 — май 1928                                                                                  | секретарь Усть-Сысольского горкома ВКП(б)                                                                         |
|                               | Полещиков Павел Николаевич       | май — сентябрь 1928 (повторно)                                                                          | секретарь Усть-Сысольского горкома ВКП(б)                                                                         |
| октябрь 1928 — июль (?) 1929  | Полещиков Павел Николаевич       | секретарь Усть-Сысольского райкома ВКП(б)                                                               | |
|                               | сведений о секретаре райкома нет | июль 1929 — март 1930                                                                                   | существовал Усть-Сысольский райком ВКП(б)                                                                         |
|                               | Эйлер Альма Карловна             | апрель — май 1930                                                                                       | секретарь Сыктывкарского горкома ВКП(б)                                                                           |
|                               | Носков Иван Федорович            | октябрь 1930 — май 1931                                                                                 | секретарь Сыктывкарского горкома ВКП(б)                                                                           |
|                               | сведений нет                     | май — сентябрь 1931                                                                                     | секретарь Сыктывкарского горкома ВКП(б)                                                                           |
|                               | Хирсивара Иван Абрамович         | октябрь 1931 — декабрь 1933                                                                             | секретарь Сыктывкарского горкома ВКП(б)                                                                           |
|                               | Чупров Иван Андреевич            | январь 1934 — март 1935                                                                                 | секретарь Сыктывкарского горкома ВКП(б)                                                                           |
|                               | Новиков Иван Васильевич          | апрель 1935 — май 1937                                                                                  | секретарь Сыктывкарского горкома ВКП(б)                                                                           |
|                               | Семичев Алексей Александрович    | май — ноябрь 1937                                                                                       | первый секретарь Коми обкома ВКП(б)                                                                               |
|                               | Мурашов Павел Иванович           | ноябрь 1937 — июнь 1938                                                                                 | и.о. первого секретаря Коми обкома ВКП(б)                                                                         |
|                               | Рязанов Иван Дмитриевич          | июль 1938 — март 1940                                                                                   | первый секретарь Коми обкома ВКП(б)                                                                               |
|                               | Тараненко Алексей Георгиевич     | март 1940 — декабрь 1948                                                                                | первый секретарь Коми обкома ВКП(б)                                                                               |
|                               | Осипов Георгий Иванович          | декабрь 1948 — январь 1950                                                                              | первый секретарь Коми обкома ВКП(б)                                                                               |
|                               | Скляднев Михаил Михайлович       | февраль 1950 — август 1953                                                                              | первый секретарь Сыктывкарского горкома ВКП(б) (КПСС с 1952)                                                      |
|                               | Ракин Анатолий Федорович         | август 1953 — август 1956                                                                               | первый секретарь Сыктывкарского горкома КПСС                                                                      |
|                               | Скляднев Михаил Михайлович       | сентябрь 1956 — февраль 1961 (повторно)                                                                 | первый секретарь Сыктывкарского горкома КПСС                                                                      |
|                               | Скиба Иван Николаевич            | февраль 1961 — декабрь 1965                                                                             | первый секретарь Сыктывкарского горкома КПСС                                                                      |
|                               | Непеин Алексей Васильевич        | декабрь 1965 — январь 1985                                                                              | первый секретарь Сыктывкарского горкома КПСС                                                                      |
|                               | Худяев Вячеслав Иванович         | январь 1985 — апрель 1987                                                                               | первый секретарь Сыктывкарского горкома КПСС                                                                      |
|                               | Подласов Леонид Григорьевич      | май 1987 — апрель 1989                                                                                  | первый секретарь Сыктывкарского горкома КПСС                                                                      |
|                               | Чеусов Михаил Константинович     | апрель 1989 — октябрь 1990                                                                              | первый секретарь Сыктывкарского горкома КПСС                                                                      |
| октябрь 1990 — август 1991    | Чеусов Михаил Константинович     | первый секретарь Сыктывкарского горкома КП РСФСР                                                        | |

## 1969—1994. Руководители районных советских органов власти и организаций коммунистической партии города Сыктывкара
В 1968 году рабочий поселок Эжва был преобразован в Эжвинский район города Сыктывкара. В январе 1969 года образован Эжвинский районный Совет депутатов трудящихся, с октября 1977 года — Эжвинский районный Совет народных депутатов.
В мае 1983 года были образованы ещё два района: Куратовский и Октябрьский. 27 октября 1988 Октябрьский и Куратовский районы города Сыктывкара упразднены.
До марта 1990 года председатель райисполкома являлся и председателем райсовета.

### Председатели Эжвинского районного Совета города Сыктывкара и его исполкома
| Портрет                 | Фамилия, Имя Отчество       | Период руководства                                     | Должность                                                               |
| ----------------------- | --------------------------- | ------------------------------------------------------ | ----------------------------------------------------------------------- |
|                         | Панфилов Михаил Корнеевич   | январь 1969 — июль 1971                                | председатель исполкома Эжвинского районного Совета депутатов трудящихся |
|                         | Резников Николай Михайлович | июнь 1971 — июль 1975                                  | председатель исполкома Эжвинского районного Совета депутатов трудящихся |
|                         | Кононученко Иван Иванович   | июль 1975 — апрель 1979                                | председатель исполкома Эжвинского районного Совета депутатов трудящихся |
|                         | Бочкарев Николай Федорович  | апрель 1978 — март 1985                                | председатель исполкома Эжвинского районного Совета народных депутатов   |
|                         | Коржавин Владимир Львович   | март 1986 — август 1988                                | председатель исполкома Эжвинского районного Совета народных депутатов   |
|                         | Ушаков Владимир Михайлович  | август 1988 — декабрь 1991                             | председатель исполкома Эжвинского районного Совета народных депутатов   |
| декабрь 1991 — май 2003 | Ушаков Владимир Михайлович  | глава МО «Эжвинский район г. Сыктывкара»               |                                                                         |
|                         | Брагин Михаил Федорович     | март 1990 — декабрь 1991                               | председатель Эжвинского районного Совета народных депутатов             |
| декабрь 1991 — 1994     | Брагин Михаил Федорович     | председатель Совета МО «Эжвинский район г. Сыктывкара» |                                                                         |

### Секретари Эжвинского райкома КПСС города Сыктывкара
| Портрет | Фамилия, Имя Отчество        | Период руководства         | Должность                                |
| ------- | ---------------------------- | -------------------------- | ---------------------------------------- |
|         | Епихин Владимир Николаевич   | май 1978 — сентябрь 1982   | первый секретарь Эжвинского райкома КПСС |
|         | Шелан Иван Аркадьевич        | ноябрь 1982 — июнь 1986    | первый секретарь Эжвинского райкома КПСС |
|         | Острогруд Анатолий Юрьевич   | июнь 1986 — октябрь 1990   | первый секретарь Эжвинского райкома КПСС |
|         | Муравьёев Валерий Степанович | октябрь 1990 — август 1991 | первый секретарь Эжвинского райкома КПСС |

### Председатели Куратовского районного Совета народных депутатов города Сыктывкара и его исполкома
| Портрет | Фамилия, Имя Отчество       | Период руководства       | Должность                                                     |
| ------- | --------------------------- | ------------------------ | ------------------------------------------------------------- |
|         | Турубанов Алексей Яковлевич | июль 1983 — июль 1987    | председатель Куратовского районного Совета народных депутатов |
|         | Беляева Ангелина Павловна   | июль 1987 — октябрь 1988 | председатель Куратовского районного Совета народных депутатов |

### Секретари Куратовского райкома КПСС города Сыктывкара
| Портрет | Фамилия, Имя Отчество      | Период руководства      | Должность                                  |
| ------- | -------------------------- | ----------------------- | ------------------------------------------ |
|         | Епихин Владимир Николаевич | июль 1983 — ноябрь 1988 | первый секретарь Куратовского райкома КПСС |

### Председатели Октябрьского районного Совета народных депутатов города Сыктывкара и его исполкома
| Портрет | Фамилия, Имя Отчество        | Период руководства        | Должность                                                     |
| ------- | ---------------------------- | ------------------------- | ------------------------------------------------------------- |
|         | Котович Арнольд Альфонсович  | июль 1983 — июль 1987     | председатель Октябрьского районного Совета народных депутатов |
|         | Чеусов Михаил Константинович | июль 1987 — сентябрь 1988 | председатель Октябрьского районного Совета народных депутатов |
|         | Исаков Геннадий Михайлович   | сентябрь — октябрь 1988   | председатель Октябрьского районного Совета народных депутатов |

### Секретари Октябрьского райкома КПСС города Сыктывкара
| Портрет | Фамилия, Имя Отчество        | Период руководства         | Должность                                  |
| ------- | ---------------------------- | -------------------------- | ------------------------------------------ |
|         | Москалев Владимир Петрович   | июнь 1983 — декабрь 1984   | первый секретарь Октябрьского райкома КПСС |
|         | Напалков Анатолий Дмитриевич | декабрь 1984 — ноябрь 1985 | первый секретарь Октябрьского райкома КПСС |
|         | Лысова Руфина Николаевна     | ноябрь 1985 — июнь 1987    | первый секретарь Октябрьского райкома КПСС |
|         | Берч Мария Павловна          | июль 1987 — октябрь 1988   | первый секретарь Октябрьского райкома КПСС |

## 1991—2025. Руководители местной администрации города Сыктывкара
В декабре 1991 года наименование должности «председатель горисполкома Сыктывкарского городского Совета народных депутатов» было изменено на «глава администрации муниципального образования «Город Сыктывкар».
| Портрет                                                             | Фамилия, Имя Отчество          | Период руководства                                        | Должность                                                                  |
| ------------------------------------------------------------------- | ------------------------------ | --------------------------------------------------------- | -------------------------------------------------------------------------- |
| ссылка                                                              | Каракчиев Анатолий Алексеевич  | 14 марта 1990 — декабрь 1991                              | председатель исполкома Сыктывкарского городского Совета народных депутатов |
| ссылка                                                              | Каракчиев Анатолий Алексеевич  | декабрь 1991 — 10 июля 1994                               | глава администрации МО «Город Сыктывкар»                                   |
| ссылка                                                              | Каракчиев Сергей Афанасьевич   | 10 июля 1994 — 8 августа 1997                             | глава администрации МО «Город Сыктывкар»                                   |
| ссылка                                                              | Борисов Евгений Николаевич     | 8 августа 1997 — 22 января 2002                           | глава администрации МО «Город Сыктывкар»                                   |
| ссылка                                                              | Чуткин Анатолий Николаевич     | 28 января — 6 марта 2002                                  | и.о. главы администрации                                                   |
| ссылка                                                              | Катунин Сергей Михайлович      | 6 марта 2002 — июнь 2005 (формально до декабря 2005)      | глава администрации МО «Город Сыктывкар»                                   |
|                                                                     | Эпштейн Александр Давидович    | июнь — декабрь 2005                                       | и.о. главы администрации                                                   |
|                                                                     | Чуткин Анатолий Николаевич     | декабрь 2005 — январь 2006                                | и.о. главы администрации                                                   |
| ссылка                                                              | Зенищев Роман Валерьевич       | январь — 31 марта 2006                                    | и.о. главы администрации                                                   |
| ссылка                                                              | Зенищев Роман Валерьевич       | 31 марта 2006 — 26 мая 2006                               | глава администрации МО «Город Сыктывкар»                                   |
| ссылка                                                              | Зенищев Роман Валерьевич       | 26 мая 2006 — 28 марта 2011                               | глава администрации МО ГО «Сыктывкар»                                      |
|                                                                     | Поздеев Иван Александрович     | февраль — 20 апреля 2011                                  | и.о. главы администрации                                                   |
| 20 апреля 2011 — 25 сентября 2015 # (формально до 28 сентября 2015) | Поздеев Иван Александрович     | глава администрации МО ГО «Сыктывкар»                     |                                                                            |
|                                                                     | Османов Магомед Нурмагомедович | 1 октября — 17 ноября 2015                                | и.о. главы администрации                                                   |
|                                                                     | Самоделкин Андрей Николаевич   | 18 ноября 2015 — 17 ноября 2016                           | глава администрации МО ГО «Сыктывкар»                                      |
|                                                                     | Голдин Владимир Борисович      | 18 ноября 2016 — 28 марта 2017                            | и.о. главы администрации                                                   |
| 3—28 марта 2017                                                     | Голдин Владимир Борисович      | и.о. главы МО ГО «Сыктывкар» — руководителя администрации |                                                                            |
|                                                                     | Козлов Валерий Владимирович    | 28 марта 2017 — 5 июля 2019                               | глава МО ГО «Сыктывкар» — руководитель администрации                       |
| ссылка                                                              | Хозяинова Наталья Семёновна    | 5 июля — 10 декабря 2019                                  | и.о. главы МО ГО «Сыктывкар» — руководителя администрации                  |
| ссылка                                                              | Хозяинова Наталья Семёновна    | 10 декабрь 2019 — 11 августа 2022                         | глава МО ГО «Сыктывкар» — руководитель администрации                       |
| ссылка                                                              | Голдин Владимир Борисович      | 11 августа 2022 — 8 декабря 2022                          | и.о. главы МО ГО «Сыктывкар» — руководителя администрации                  |
| ссылка                                                              | Голдин Владимир Борисович      | 8 декабря 2022 — по настоящее время                       | глава МО ГО «Сыктывкар» — руководитель администрации                       |

### 1991—2025. Руководители местной администрации Эжвинского района города Сыктывкара
В 1991 году Эжвинский район города Сыктывкара преобразован в муниципальное образование «Эжвинский район г. Сыктывкара». В 2006 году — в Эжвинский район муниципального образования городского округа «Сыктывкар».
| Портрет                  | Фамилия, Имя Отчество            | Период руководства                                             | Должность                                                             |
| ------------------------ | -------------------------------- | -------------------------------------------------------------- | --------------------------------------------------------------------- |
|                          | Ушаков Владимир Михайлович       | август 1988 — декабрь 1991                                     | председатель исполкома Эжвинского районного Совета народных депутатов |
| декабрь 1991 — май 2003  | Ушаков Владимир Михайлович       | глава администрации МО «Эжвинский район г. Сыктывкара»         |                                                                       |
|                          | Гончаренко Василий Анатольевич   | 6 мая 2003 — 1 января 2006                                     | глава администрации МО «Эжвинский район г. Сыктывкара»                |
| 1 января 2006 — май 2006 | Гончаренко Василий Анатольевич   | руководитель администрации Эжвинского района МО ГО «Сыктывкар» |                                                                       |
|                          | Сосновский Николай Александрович | май 2006 — февраль 2009                                        | руководитель администрации Эжвинского района МО ГО «Сыктывкар»        |
|                          | Эпштейн Александр Давидович      | февраль 2009 — 15 апреля 2010                                  | и.о. руководителя администрации                                       |
|                          | Козлов Сергей Николаевич         | 15 апреля 2010 — 30 марта 2012                                 | руководитель администрации Эжвинского района МО ГО «Сыктывкар»        |
|                          | Калинин Александр Юрьевич        | 9 апреля 2012 — 26 февраля 2019                                | руководитель администрации Эжвинского района МО ГО «Сыктывкар»        |
|                          | Кокарева Елена Вячеславовна      | 26 февраля 2019 — 12 февраля 2020                              | и.о. руководителя администрации                                       |
| ссылка                   | Воронин Сергей Васильевич        | 12 февраля 2020 — по настоящее время                           | руководитель администрации Эжвинского района МО ГО «Сыктывкар»        |

## 1991—2025. Председатели представительного органа местного самоуправления города Сыктывкара
| Портрет                          | Фамилия, Имя Отчество          | Период руководства                            | Должность                                                            |
| -------------------------------- | ------------------------------ | --------------------------------------------- | -------------------------------------------------------------------- |
|                                  | Сальников Анатолий Васильевич  | 14 марта 1990 — 1992                          | председатель Сыктывкарского Совета народных депутатов                |
|                                  | Писцов Анатолий Петрович       | 1992 — март 1999                              | председатель Сыктывкарского городского совета народных депутатов     |
|                                  | Гончаренко Василий Анатольевич | 16 апреля 1999 — 6 мая 2003                   | председатель Совета МО «Город Сыктывкар»                             |
|                                  | Пыстин Владимир Тихонович      | 6 мая 2003 — 25 марта 2005                    | председатель Совета МО «Город Сыктывкар»                             |
|                                  | Жиделева Валентина Васильевна  | 28 марта — 16 декабря 2005                    | и.о. председателя Совета                                             |
|                                  | Ивкин Сергей Николаевич        | 16 декабря 2005 — март 2007                   | председатель Совета МО «Город Сыктывкар»                             |
| март 2007 — 25 марта 2011        | Ивкин Сергей Николаевич        | глава МО ГО «Сыктывкар» — председатель Совета |                                                                      |
|                                  | Курсаков Николай Викторович    | 25 марта 2011 — 23 декабря 2013               | глава МО ГО «Сыктывкар» — председатель Совета                        |
|                                  | Жариков Владимир Сергеевич     | 23 декабря 2013 — 12 февраля 2014             | исполняющий полномочия главы МО ГО «Сыктывкар» — председателя Совета |
| 12 февраля 2014 — 1 октября 2015 | Жариков Владимир Сергеевич     | глава МО ГО «Сыктывкар» — председатель Совета |                                                                      |
|                                  | Козлов Валерий Владимирович    | 1 октября 2015 — 3 марта 2017                 | глава МО ГО «Сыктывкар» — председатель Совета                        |
| ссылка                           | Дю Анна Феликсовна             | 3 марта — 25 мая 2017                         | исполняющая полномочия председателя МО ГО «Сыктывкар»                |
| ссылка                           | Дю Анна Феликсовна             | 25 мая 2017 — по настоящее время              | председатель Совета МО ГО «Сыктывкар»                                |

### 1991—2006. Председатели представительного органа местного самоуправления Эжвинского района города Сыктывкара
С 1 января 2006 муниципальное образование «Эжвинский район г. Сыктывкара» было упразднено, органы местного самоуправления, в том числе Совет, прекратили свою деятельность. МО «Эжвинский район г. Сыктывкара» было преобразовано в Эжвинский район МО ГО «Сыктывкар».
| Портрет                  | Фамилия, Имя Отчество   | Период руководства                                         | Должность                                                   |
| ------------------------ | ----------------------- | ---------------------------------------------------------- | ----------------------------------------------------------- |
|                          | Брагин Михаил Федорович | марта 1990 — декабря 1991                                  | председатель Эжвинского районного Совета народных депутатов |
| декабрь 1991 — март 2003 | Брагин Михаил Федорович | председатель Совета МО «Эжвинский район г. Сыктывкара»     |                                                             |
|                          | Федулова Ольга Ивановна | апрель 2003 — 1 января 2006 (формально до 31 декабря 2006) | председатель Совета МО «Эжвинский район г. Сыктывкара»      |